# Ostéome
 Mise en garde médicale
Un ostéome est une tumeur bénigne osseuse.
Il est souvent localisé au niveau des sinus paranasaux avec une prévalence de 3 %.
Le philosophe René Descartes en aurait été porteur.